# Гоуп Мірліз
Гоуп Мірліз, повне ім'я Гелен Гоуп Мірліз (англ. Helen Hope Mirrlees; 1887—1978) — британська романістка, поетеса і перекладачка. Її найвідоміші твори — фентезійний роман «Луд Туманний», який сьогодні вважається класичним і мав вплив на ряд сучасних письменників, і модерністська поема «Париж», яку критик Джулія Бріґґз назвала «втраченим шедевром модернізму, роботою екстраординарної енергії і глибини, масштабу та амбіцій».

## Життєпис
Гоуп Мірліз народилася в Чизлгерсті, Кент, росла в Шотландії і Південній Африці. Навчалася в Королівській академії драматичного мистецтва, а потім вивчала грецьку в Ньюнгемському коледжі при Кембріджському університеті. У Кембриджі Мірліз зблизилася зі своєю викладачкою, відомою елліністкою Джейн Еллен Харрісон.
Мірліз і Гаррісон жили разом від 1913 року до смерті останньої 1928 року від лейкемії. Гаррісон писала: «Доля була дуже добра до мене. У моєму віці вона послала мені на втіху дочку за духом, яка мені дорожча, ніж будь-яке дитя за плотю». Більшу частину часу вони проводили у Великій Британії і Франції, часто повертаючись до Парижа, де Гаррісон проходила лікування, однак вони подорожували і в інші європейські країни. Вони обидві вивчали російську мову, Мірліз отримала диплом з неї у Школі східних мов у Парижі, і в подальшому займалася перекладами з російської. 1920 року Мірліз і Гаррісон відвідали Іспанію, де брали уроки іспанської.
Після смерті Гаррісон Мірліз прийняла католицизм і майже перестала писати. За словами Майкла Свонвіка, Мірліз як письменника знищило багатство. Бідність могла перешкодити її відходу від світу і з літератури, змусивши її продовжити писати хоча б заради засобів до існування, проте Мірліз, дочка і внучка багатих промисловців, ні в чому не мала потреби. 1948 року вона переїхала до Південної Африки, де залишалася до 1963 року, коли вийшов перший том написаної нею «екстравагантної біографії» сера Роберта Брюса Коттона (другий так і не був опублікований). Також у цей період вона опублікувала дві збірки віршів, «Poems» і «Moods and Tensions».
Мірліз була подругою Вірджинії Вулф, яка описувала її в листі: «Вона власна героїня [Мадлен з „Madeleine: One of Love's Jansenists“] — примхлива, вимоглива, витончена, дуже освічена і красиво вдягнута». До кола її друзів також належали Томаса Еліот, Гертруда Стайн, яка згадувала Мірліз в «Everybody's Autobiography», Бертран Рассел, Оттолайн Моррелл.

## Роботи
Шестисотрядкову модерністську поему Мірліз «Paris: A Poem» було опубліковано 1918 року видавництвом Леонарда і Вірджинії Вулф «Hogarth Press». Образ весняного Парижа в поемі складено з фрагментів вуличної реклами, підслуханих розмов, хаотичних вражень. За цим уривчастим описом приховано теми скорботи за загиблими на минулій війні, релігії, мистецтва, літератури. На думку деяких літературних критиків, поема вплинула на роботи Томаса Еліота і Вірджинії Вулф. Вулф назвала її «дуже похмурою, непристойною і блискучою». Після смерті Гаррісон і свого навернення в католицизм Мірліз заборонила перевидавати «Paris».
Дія першого роману Мірліз, «Madeleine: One of Love's Jansenists» (1919), відбувається в XVII столітті, в колах, пов'язаних з преціозною літературою, зокрема, в салоні Мадлен де Скюдері. Другий роман, «The Counterplot» (1924), частково заснований на середньовічній іспанській культурі. Головна героїня, сучасниця Мірліз, вивчає історію своєї родини, маючи намір зробити її предметом мистецтва; результатом стає написана нею п'єса «Ключ», дія якої відбувається в Севільї в часи правління Педро Жорстокого.
Третій роман Мірліз «Lud-in-the-Mist» («Луд Туманний» або «Місто туманів») був опублікований 1926 року. Дія роману відбувається у вигаданій державі Доримар, що межує з Країною Фей, столицею якої є місто Луд Туманний. Будь-які контакти з сусідами і все, що стосується чарів, заборонено в Доримарі вже багато років, проте магія все ж вторгається в життя мешканців Луда Туманного. Як пише Свенвік, «„Луд Туманний“ — одночасно найменш відоме і найбільш впливове сучасне фентезі… андеґраундна класика серед авторів і любителів фентезі, багато з яких вказують цю книгу в списку улюблених». На сьогоднішній день це найбільш популярний твір Мірліз.
1970 року «Луд Туманний» був без дозволу авторки перевиданий Ліном Картером у книжковій серії Ballantine Adult Fantasy series, а потім «Del Rey Books» 1977 року. «Неправомочність» видання 1970 року Картер пояснив у передмові тим, що він і його видавництво не змогли навіть упевнитися, чи жива авторка, «і наші спроби розшукати цю леді [Мірліз] виявилися безуспішними». Хоча в цей час Мірліз все ще була живою, немає жодних свідчень, що їй взагалі було відомо про перевидання її книги.
Після 2000 року роботи Мірліз пережили нову хвилю популярності. Вийшли нові видання її віршів, запис про неї було включено до «Dictionary of National Biography», критик Джулія Бріґґз присвятила їй кілька есе, «Луд Туманний» перевидавався з передмовами письменника Ніла Ґеймана і літературознавця Дугласа А. Андерсона і був перекладений кількома мовами.
2009 року у видавництві «Temporary Culture» вийшла книга Майкла Свенвіка «Hope-in-the-Mist», присвячена Мірліз та її роботам.
2011 року видавництво «Carcanet Press» випустило збірку віршів «The Collected Poems of Hope Mirrlees» за редакцією Сандіп Пармар, що включає, зокрема, раніше не публіковані вірші, прозові есе і повний текст «Paris». Зараз Сандіп Пармар працює над біографією Мірліз.

### Художня проза
- «Madeleine: One of love's Янсеністамі» (1919)
- «The Counterplot» (1924)
- «Lud-in-the-Mist» (1926)

### Поезія
- «Paris: A Poem» (1919)
- «Poems» (1963)
- «Moods and Tensions: Poems» (1976)
- «Collected Poems of Hope Mirrlees [Архівовано 5 серпня 2020 у Wayback Machine.]» (2011), за редакцією Сандіп Пармар

### Нехудожні твори
- «Quelques aspects de l'art d Alexis Mikhailovich Remizov», in Le Journal de Psychologie Normale et Pathologique, 15 January — March 15 (1926)
- «Listening in to the Past», in The Nation & Athenaeum, 11 September (1926)
- «The Religion of Women», in The Nation & Athenaeum, 28 May, (1927)
- «Gothic Dreams», in The Nation & Athenaeum, 3 March (1928)
- «Bedside Books», in Life and Letters, December (1928)
- «A Fly in Amber: Being an Extravagant Biography of the Romantic Antiquary Sir Robert Bruce Cotton» (1962)